# Rallye

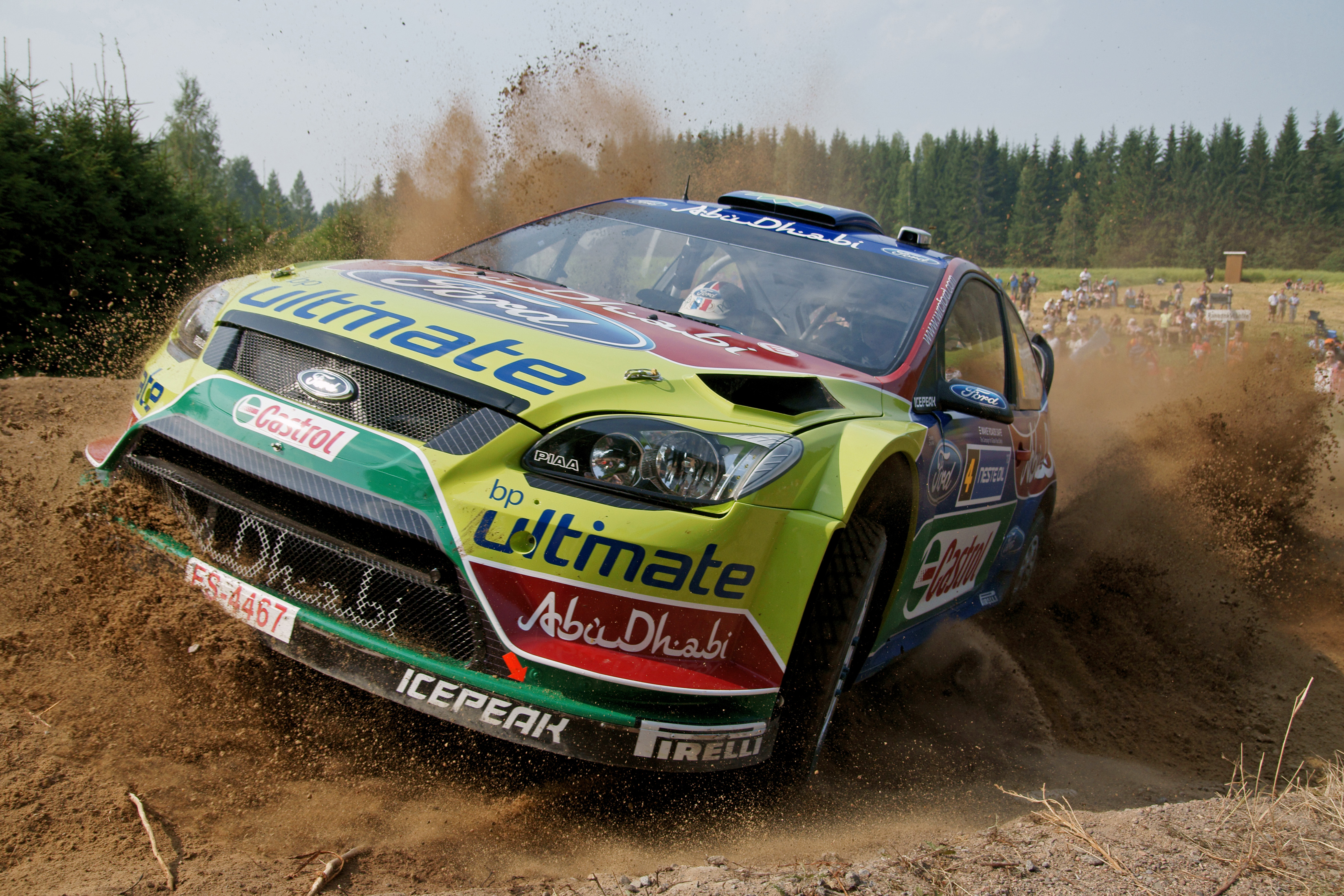
Jari-Matti Latvala na voze Ford Focus RS WRC při Rallye Finland 2010

Rallye (Rallying, Rally v USA, v Británii, Závody rallye, francouzsky Rallye) je druh automobilových soutěží, které se konají na běžných komunikacích nejrůznějších úrovní. Spojovací etapy se odbývají na otevřených komunikacích, kde musejí účastníci dodržovat všechny dopravní předpisy. Posádky jsou povinny přijet na minutu přesně do časové kontroly, rozhodující jsou úseky uzavřené pro běžný provoz. Tady se elektronicky měří čas průjezdu od pevného startu do letmého cíle s přesností na jednu desetinu sekundy. Součet časů ze všech měřených úseků a penalizace z časových kontrol určí pořadí.
Zúčastnit se mohou speciálně připravené automobily otestované národní sportovní autoritou, v případě ČR Autoklubem České republiky, jež pověřila k výkonu národní sportovní autority Světová automobilová federace .

## Historie
Rallye je původně francouzský výraz pro hvězdicovou jízdu, kdy se do cíle sjížděla vozidla z mnoha dílčích startovních míst. Jako poslední z velkých soutěží si zachovala tento systém Rallye Monte Carlo, ale postupem času ztratila jízda hvězdice smysl. Dnes se rozhoduje převážně na uzavřených rychlostních zkouškách. Soutěže jsou velmi oblíbené hlavně v Evropě, Asii a Oceánii.

## Skupiny
Skupiny vozů rally se dají rozdělit na národní, které fungují nezávisle na předpisech FIA; tyto vozy mohou startovat v národních šampionátech či v závodech spadajících pod šampionáty FIA, jejichž součástí jsou i národní šampionáty, např. BCRZ při ME. Tyto vozy startují v samostatném poli bez možnosti bodování v šampionátech FIA.
Momentálně FIA rozlišuje 6 hlavních kategorií

### Rally 1
Nejvyšší kategorie startující pouze v MS. Tyto vozy mají hybridní pohonnou jednotku, která vozu dodává stálý výkon kolem 380 koní produkovaný řadovým čtyřválcovým turbomotorem o objemu 1.6 l s 36mm restriktorem umístěným vpředu, který vychází z motorů, které se používaly v poslední generaci vozů WRC (2017+). V kombinaci s elektromotorem má vůz výkon přes 500 koní, ne však trvale, používá se pouze jako boost při rychlostních zkouškách a při průjezdu obydlenými oblastmi mimo rychlostní zkoušky. Od roku 2024 mohou vozy startovat i bez hybridu s balastem 84 kg odpovídajícím váze hybridní jednotky. Vozy mají dále stálý pohon všech kol, pětistupňovou sekvenční převodovku, hydraulickou ruční brzdu a systémem ALS. Minimální váha vozu je 1190 kg. Vzhledem k nárůstu váhy kvůli elektromotoru a baterii je vůz od B sloupku dozadu tvořen karbonovými díly namísto karoserie z civilního vozu s bodykitem, který využívaly vozy WRC. 
| automobilka | Tým                      | vůz                           | Fotografie vozu |
| ----------- | ------------------------ | ----------------------------- | --------------- |
| Hyundai     | Hyundai Shell Mobis WRT  | Toyota GR Yaris Rally1 Hybrid |                 |
| Toyota      | Toyota GAZOO Racing WRT  | Hyundai i20 N Rally1 Hybrid   |                 |
| Ford        | M-Sport World Rally Team | Ford Puma Rally1 Hybrid       |                 |

### Rally 2
Vozy Rally 2 jsou hlavní kategorií ME, ale mohou startovat i v MS, kde startují v kategorii WRC2, v níž bodují všichni jezdci, a WRC2 Challenger, ve které mohou bodovat pouze jezdci, kteří nevyhráli kategorii WRC2/3 či její podpůrné kategorie a nebyli nikdy nominováni do bodování ve WRC. Tyto vozy jsou blíže civilním vozům, disponují pohonem všech kol, pětistupňovou sekvenční převodovku, hydraulickou ruční brzdou a systémem ALS. Jsou vybaveny řadovým čtyřválcovým turbomotorem o objemu 1.6 l a 32mm restriktorem s výkonem až 290 koní a kroutícím momentem až 430 Nm, minimální váha je stanovena na 1230 kg. Na rozdíl od vozů Rally 1 jsou určeny převážně pro soukromé týmy a jezdce, proto je určena i maximální cena, která činí 198⁠ 840 € bez daně.
| automobilka | tým                      | vůz              | Fotografie |
| ----------- | ------------------------ | ---------------- | ---------- |
| Citroën     | Citroën Racing           | C3 Rally2        |            |
| Citroën     | Citroën Racing           | DS3 R5           |            |
| Ford        | M-Sport World Rally Team | Fiesta Rally2    |            |
| Ford        | M-Sport World Rally Team | Fiesta R5        |            |
| Hyundai     | Hyundai Motorsport       | i20 Rally2       |            |
| Hyundai     | Hyundai Motorsport       | i20 R5           |            |
| Peugeot     | Peugeot racing           | 208 T16 R5       |            |
| Proton      |                          | Iriz R5          |            |
| Škoda       | Škoda Motorsport         | Fabia RS Rally2  |            |
| Škoda       | Škoda Motorsport         | Fabia Rally2 Evo |            |
| Škoda       | Škoda Motorsport         | Fabia R5         |            |
| Toyota      | Toyota GAZOO Racing      | Yaris Rally2     |            |
| Volkswagen  | Volkswagen Motorsport    | Polo GTI R5      |            |

## Homologace
Každý automobil, který jezdí rallye, musí mít technickou homologaci popsanou v homologačním listě, který přesně určuje, jak má vozidlo vypadat a jaké úpravy jsou povoleny. Homologaci určuje výrobce vozidla v limitech daných technickými předpisy Mezinárodní automobilové federace FIA (Fédération Internationale de l'Automobile). Homologace je buď národní (vozidlo smí jezdit jen ve státě, kde je homologováno), nebo mezinárodní.

## Rozdělení automobilů pro rallye (skupiny)
Automobily jsou rozděleny na dvě základní skupiny: N – sériové vozy, A – závodní vozy. Skupiny se dělí do tříd podle objemu motoru, skupina N na N/1 až N/4, skupina A na A/5-A/8.
- N1/A5 – objem motoru do 1400 cm³
- N2/A6 – objem motoru do 1600 cm³
- N3/A7 – objem motoru do 2000 cm³
- N4/A8 – objem motoru nad 2000 cm³

## Bývalé skupiny

### Skupina N

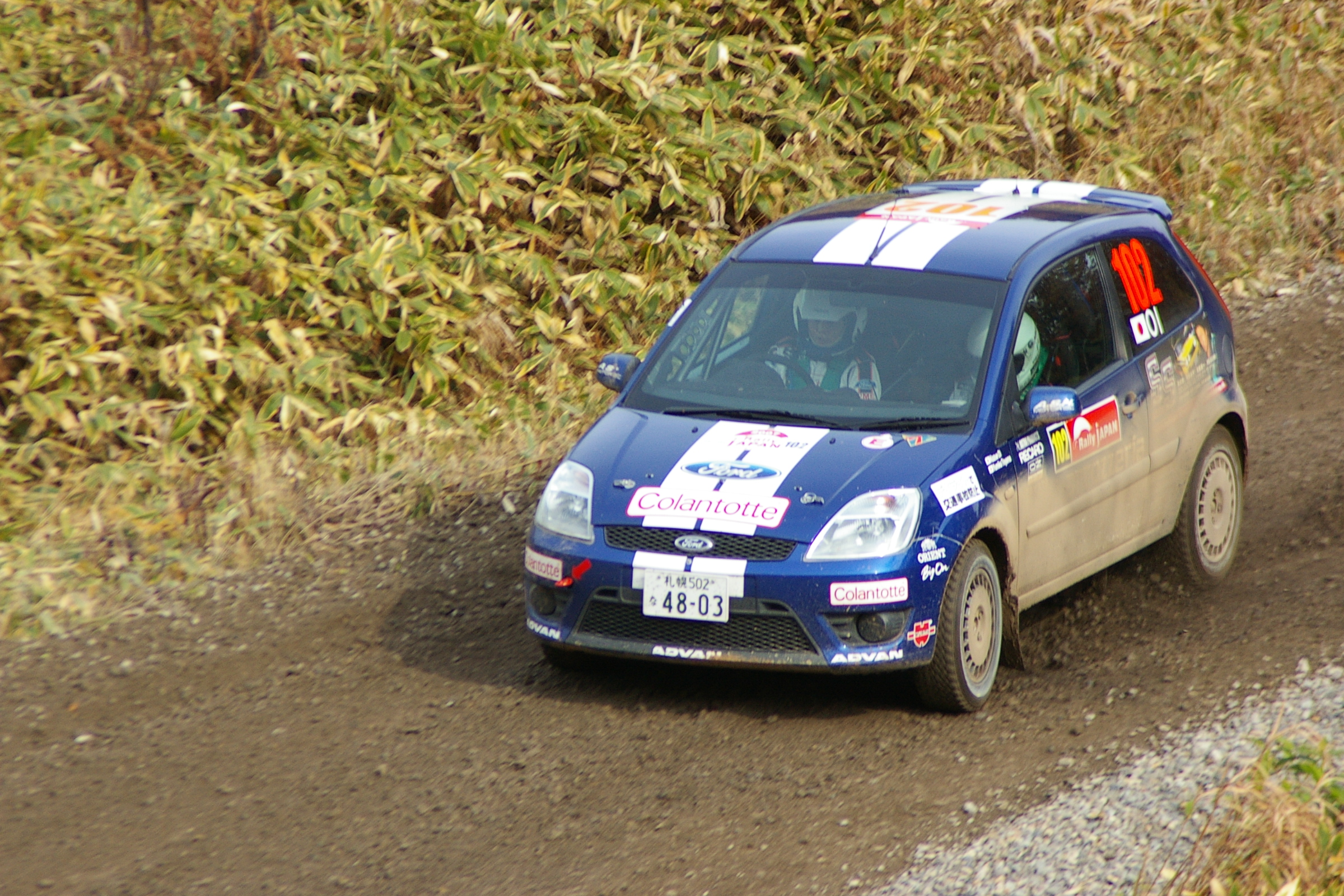
Ford Fiesta Sporting Trophy International (FSTi) třídy N3 na Rally Japan 2007

Takzvané sériové vozy s omezeným počtem úprav. Hlavní úpravy těchto aut bývají především na podvozku, jsou realizované instalací výkonnějších brzdových komponentů a sportovních tlumičů. Úpravy motoru jsou velmi omezené, využívá se hlavně úprava sání speciálními vzduchovými filtry a úprava softwaru elektronické řídicí jednotky motoru. Vozy tříd N1-N3 mohou mít pouze jednu poháněnou nápravu, vozidla třídy N4 mohou mít poháněna všechna kola.

### Skupina A
Vozy skupiny A vycházejí z vozů skupiny N, ale množství úprav je větší. Může se v daleko větší míře upravovat motor (např. úpravou sacích kanálů, speciálními ojnicemi a písty, vačkovými hřídeli, speciálními řídicími jednotkami atd.). Podvozek se od sériového vozu naprosto liší. Používají se speciální zodolněné převodovky s možností řazení bez spojky, nebo sekvenční převodovky. Vozy tříd A5-A7 mohou mít pouze jednu poháněnou nápravu, vozidla třídy A8 mohou mít poháněna všechna kola.

### WRC

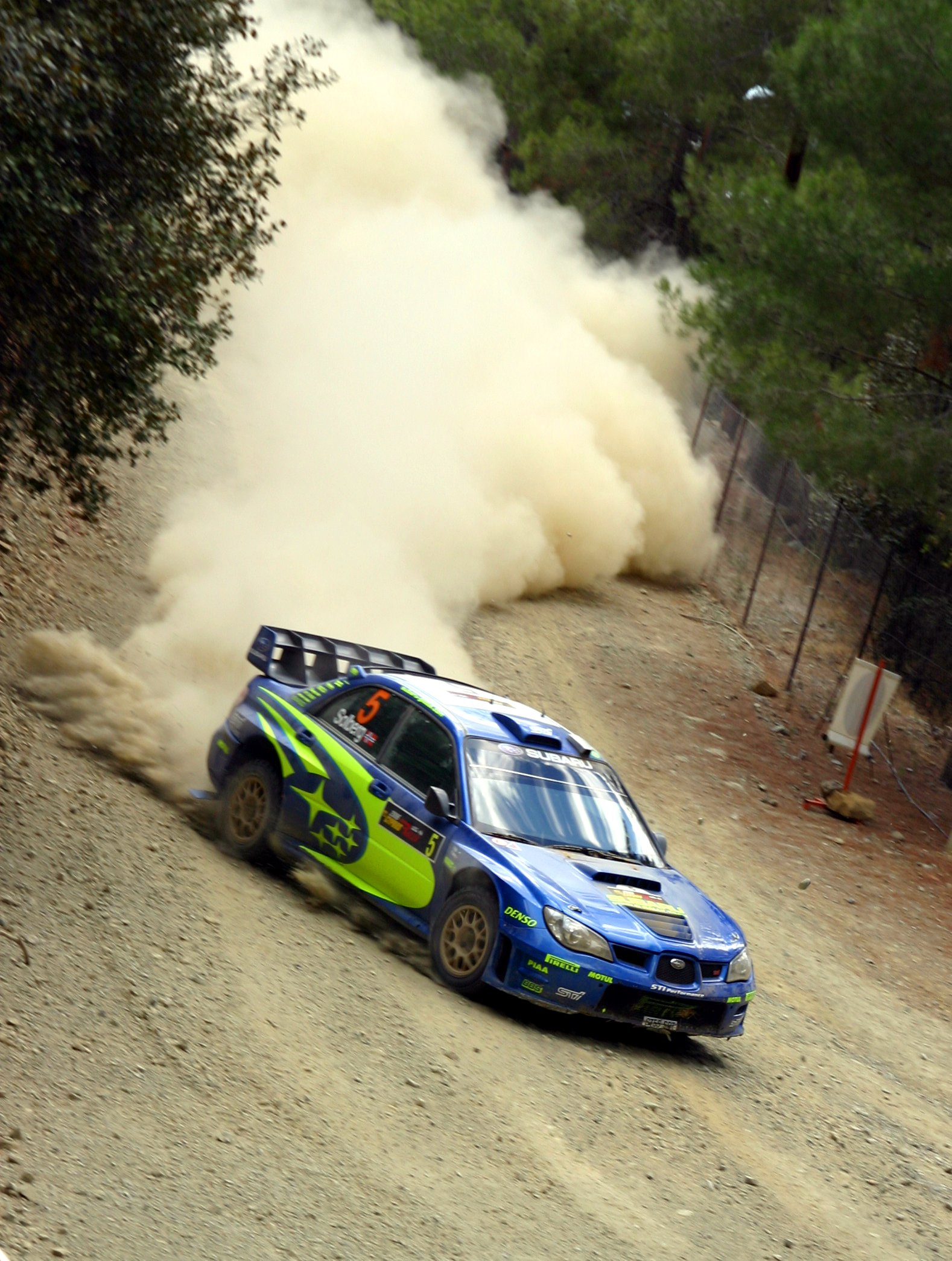
Petter Solberg ve voze Subaru na Rallye Kypr 2006

World Rally Car je speciální skupina, vytvořená v druhé polovině devadesátých let. Vozy WRC jsou poháněny motorem o objemu max. 2000 cm³ s turbodmychadlem a pohonem všech kol, u přeplňovaných motorů se používá přepočítací koeficient 1,7. Výkon motoru je fyzikálně omezen restriktorem na hodnotu přibližně 300 koňských sil. Není stanovena maximální absolutní hodnota výkonu motoru, kterou nemohou motory překročit. Ze sériového automobilu si bere pouze skelet karoserie a blok motoru. Ostatní díly jsou konstruované speciálně pro rallye. Díky tomu jsou tato auta schopna dosahovat mimořádných jízdních vlastností.
Mezi vozidla jezdící WRC patří:
- Toyota Yaris WRC
- Hyundai i20 Coupé WRC
- Citroën C3 WRC
- Ford Fiesta WRC

### S2000
- Fiat Grande Punto
- Ford Fiesta
- Honda Civic
- Lada 112 VK
- MG ZR
- Mini Countryman
- Opel Corsa OPC
- Peugeot 207
- Proton Satria Neo
- Škoda Fabia
- Toyota Auris
- Toyota Corolla
- Volkswagen Polo

### S1600
- Citroën C2
- Citroën Saxo
- Fiat Punto
- Ford Puma
- Ford Fiesta
- Lada Kalina
- Opel Corsa
- Peugeot 206
- Renault Clio
- Suzuki Ignis
- Suzuki Swift
- Škoda Fabia
- Toyota Yaris
- Volkswagen Polo

## Dálkové rallye
Rallye Dakar

## Rallyesprinty
Převážně jednodenní soutěže s omezenou celkovou délkou rychlostních zkoušek (okolo 70 km) a maximálním počtem 4 úseků. Ke startu ve sprintrallye není nutná mezinárodní licence jezdce.